# Freundel Stuart
Freundel Jerome Stuart (Saint Philip, 27 aprile 1951) è un politico barbadiano.
È stato Primo ministro di Barbados dall'ottobre 2010, quando è succeduto a David Thompson, deceduto durante il mandato, fino al maggio 2018.
È membro del partito di centro-sinistra Partito Laburista Democratico (DLP).